# 高橋まみ
高橋まみ（たかはし まみ、1990年5月4日 - ）は日本の元グラビアアイドル。

## 人物・来歴
- 2006年にDVD『15歳、白のイメージ』でデビュー。
- 2012年5月、アメブロにてブログ再開。
- 2012年12月、ラストDVD『まみりんワールド引退』で芸能界を引退[1]。

## 出演

### DVD
- 15歳、白のイメージ（2006年2月22日、イーネット・フロンティア）
- 16歳 未成熟女子高生 PETIT~ぷち~（2007年3月25日、GPミュージアムソフト）
- 激写[2]（2007年10月19日、日本メディアサプライ）
- 究極乙女[3]（2008年2月22日、メディアフォース）
- まみのこと覚えてる？ 高橋まみ（2012年10月19日、M.B.D メディアブランド（日本メディアサプライ）)
- まみりんワールド引退（2012年12月23日、COSMETIC）

### デジタル写真集
- 高橋まみグラビア 第1弾「青いままで…」編[4]（ミスティ、2007年）
- 高橋まみグラビア 第2弾「少女の雫」編[5]（ミスティ、2007年）